# ژاپنی میانه پسین
ژاپنی میانه پسین (中世日本語 chūsei nihongo) یکی از مراحل تاریخی زبان ژاپنی پس از ژاپنی میانه نخستین و پیش از ژاپنی نوین بود. این یک دوره گذار بود که در آن زبان بسیاری از ویژگی‌های باستانی خود را کنار گذاشت و به شکل نوین خود نزدیک شد.
دوره ژاپنی میانه پسین تقریباً ۵۰۰ سال از سده ۱۲ تا ۱۶ را در بر می‌گیرد. از نظر سیاسی، ژاپنی میانه پسین در دوره کاماکورا و دوره موروماچی است.